# Tomáš Dub
Tomáš Dub (* 12. prosince 1967 Praha) je český politik ODS, v letech 1994 až 2002 byl starostou městské části Praha 7. V letech 2002 až 2010 byl poslancem Poslanecké sněmovny PČR a následně se stal náměstkem ministra zahraničních věcí ČR (2010 až 2014). V letech 2014 až 2018 zastával post velvyslance ČR v Japonsku a v letech 2019 až 2023 pak byl velvyslancem v Austrálii. Od září 2023 působí jako náměstek ministra pro evropské záležitosti ČR.

## Biografie

### Vzdělání, profese a rodina
Maturoval na Gymnáziu Na Zatlance a v roce 1992 absolvoval obor zahraniční obchod na Fakultě mezinárodních vztahů VŠE v Praze a získal titul Ing.. V letech 1992 – 1994 pracoval na ministerstvu hospodářství, nejprve v Centru pro zahraniční pomoc v programu Phare, později se stal poradcem 1. náměstka ministra.
Je ženatý, má dvě dcery Bereniku a Rebeku a syna Tadeáše.

### Politická kariéra
Roku 1993 vstoupil do ODS. V letech 1994 – 2002 vykonával funkci starosty Prahy 7. V komunálních volbách roku 1994 a komunálních volbách roku 1998 byl zvolen do zastupitelstva městské části Praha 7 za ODS. V komunálních volbách roku 2002 byl zvolen do zastupitelstva hlavního města Praha za ODS.
Ve volbách 2002 byl zvolen do dolní komory českého parlamentu (volební obvod Praha), kde se ve svém prvním funkčním období věnoval činnosti v Zahraničním výboru a předsedal Podvýboru pro prezentaci České republiky v zahraničí. Ve volbách 2006 svůj mandát obhájil a angažoval se ve Výboru pro obranu a zastával post místopředsedy Zahraničního výboru. Ve volbách 2010 opět kandidoval, ovšem přestože byl na 7. místě volební listiny, tak se kvůli preferenčním hlasům ostatních kandidátů do poslanecké sněmovny nedostal a byl až 4. náhradníkem.
Svou poslaneckou kancelář měl ve stejném domě, v němž bydlí a který vlastní jeho matka. Přesto si nechal proplácet náhrady za pronájem kanceláře v plné výši, tedy 22 000 Kč. Dub argumentoval tím, že pokud by náhrada nebyla vyplácena jeho matce, dostal by ji někdo jiný. Podle novinářů z Mladé fronty, kteří oslovili několik realitních kanceláří, by nájemné mohlo být mnohem nižší.
V roce 2010 se stal náměstkem ministra zahraničních věcí. Ve funkci působil do roku 2014. Od října 2014 byl velvyslancem České republiky v Japonsku. Post zastával do prosince 2018. Od února 2019 do června 2023 působil jako velvyslanec ČR v Austrálii.
Od září 2023 se stal náměstkem ministra pro evropské záležitosti ČR Martina Dvořáka.